# Leucania hamifera
Leucania hamifera är en fjärilsart som beskrevs av Walker 1862. Leucania hamifera ingår i släktet Leucania och familjen nattflyn. Inga underarter finns listade i Catalogue of Life.